# Łukasz z Wielkiego Koźmina
Łukasz z Wielkiego Koźmina (ur. ok. 1370 w Wielkim Koźminie – zm. po 28 czerwca 1412) – teolog, rektor Uniwersytetu Krakowskiego, według Jerzego Wolnego jest to prawdopodobny autor "Kazań Gnieźnieńskich". Po studiach w Pradze, w 1403 r. na Uniwersytecie Krakowskim uzyskał tytuł magistra sztuk wyzwolonych. W roku 1411 wybrany został rektorem tego Uniwersytetu.
Uznaje się za prawdopodobne, że około roku 1410 Łukasz z Wielkiego Koźmina spisał "Kazania Gnieźnieńskie", które są uważane przez historyków za drugi po Kazaniach Świętokrzyskich najstarszy zbiór kazań w języku polskim. Do dorobku oratorskiego Łukasza zalicza się również mowy rektorskie i promocyjne z okazji otrzymania kolejnych stopni naukowych.
Łukasz był także bibliofilem i posiadał dużą bibliotekę zawierającą wiele cennych rękopisów. Zgodnie z jego wolą, po jego śmierci na przełomie czerwca i lipca 1412 r. w Krakowie, bogaty księgozbiór przekazano Uniwersytetowi Krakowskiemu. Do dziś w Bibliotece Jagiellońskiej zachowało się około 40 jego rękopisów. Natomiast rękopis "Kazań Gnieźnieńskich" przechowywany jest obecnie w Bibliotece Kapitulnej w Gnieźnie i zawiera 103 kazania w języku łacińskim oraz 10 w języku polskim.
Łukasz z Wielkiego Koźmina to również autor pierwszego znanego źródła o pogańskich bogach czczonych na terenie Polski. Wzmianka ta, zawarta w jego Postylli kazań niedzielnych, dedykowana Wojciechowi Jastrzębcowi, odkryta została dopiero w roku 1979 przez Marię Kowalczykównę podczas badań zbiorów Biblioteki Jagiellońskiej. Wymienione w dokumencie bóstwa to kolejno: Łado, Jassa (Jasza), Quia (Kuj lub Kij) oraz Nija. Łukasz powołuje się tu na nadal żywe obrzędy ludowe oraz nieznane obecnie "niektóre kroniki Polaków". Jak wskazuje prof. Leszek Kolankiewicz nieuwzględnienie powyższego źródła zaważyło negatywnie na XX wiecznych badaniach tematu. Analogiczne uwagi wysunął także prof. Krzysztof Bracha uznając źródło za wiarygodne i wartościowe. Postylla Łukasza z Wielkiego Koźmina datowana jest na lata 1405-1412, a więc na dwa pokolenia przed słynną relacją Jana Długosza.
Fragmenty w przekładzie polskim:
- Należałoby zwrócić uwagę na tych, którzy dzisiaj mówią rzeczy bezbożne w tańcach lub gdzie indziej na widowiskach, rozważają w sercu rzeczy nieczyste, wykrzykują i wymieniają imiona bożków, i zastanowić się, czy jest możliwe <ich> nawrócenie do Boga Ojca. Na pewno nie. Albowiem nie wolno dopuszczać do uszu swobodnie tych świąt, które niestety obchodzą wedle tego, co pozostało z obrządków przeklętych pogan, jakimi byli nasi przodkowie, chyba że dla ukarania, tak jak niegdyś podniósł się krzyk mieszkańców Sodomy i Gomory. Albowiem na tym święcie swobodnie stawały się nieprzyzwoite obnażenia i inne obrzydliwości, o których Apostoł powiada, że nie godzi się ich nawet nazywać z powodu Boga Ojca. Takich rzeczy jednak, dzięki temu, że przybyło kaznodziejów, zaprzestaje się, a w wielu miejscach już się zaprzestało […] Nie ma innego imienia pod niebem, w którym możemy zostać zbawieni. Albowiem nie zbawia się człowiek w imię Łado, Jassa, !Quia, Nija, tylko w imię Jezusa Chrystusa […] Nie Łada, nie Jassa, nie Nija, które są skądinąd imionami bożków tu w Polsce czczonych, jak zaświadczają niektóre kroniki samych Polaków…

- Przypominam sobie, iż w młodości czytałem w pewnej kronice, że były w Polsce bóstwa, skąd też do naszych czasów dociera taki obrzęd, a mianowicie tańce wykonywane przez dziewczęta z mieczami, jak gdyby na ofiarę bożkom pogańskim, a nie Bogu, i przez chłopców uzbrojonych w miecze i kije, które nawzajem sobie rozłupywali…[1]

Fragmenty oryginalne:
- Hoc deberent advertere hodie in coreis vel alibi in spectaculis nephanda loquentes, in cordibus immunda meditantes, clamantes et nominantes ydoloroum nomina, et attendere an possit referri ad Deum Patrem. Certe non. Non enim festa libere quales proch dolor celebrant ex remanenciis rituum execrabilium paganorum, quales fuerunt predecessores nostri, pervenire poterint ad aures, nisi ad ulciscendum, sicuti ascenderat clamor Sodomorum et Gomorrorum. Nam in hoc festo libere fiebant turpes denudacione et alia turpia que dicit Apostolus eciam non nominare gracia domini Dei. Tamen talia, iam auctis predicatoribus, cessantur et in multis locis cessaverunt […] "Non est aliud nomen sub celo in quo oportet non salvos fieri. Non enim salvatur in hoc nomine Lado, Yassa, Quia, Nia sed in nomine Ihesus Christus […] Non Lada, non Yassa, non Nia, que suntnomina alias ydolorum in Polonia hic cultorum, ut quedam cronice testantur ipsorum Polonorum.

- In quadam Cronica recolo tempore adolescencie mee legisse fuisse ydola in Polonia, unde et iste ritus usque ad tempora nostra pervenit, nam chorea exercebantur puellule cum gladiis ac si ymmolande demonibus et non Deo disponebantur et masculi cum fustibus et gladiis armabantur et invicem findebantur…